# 辽阳天主教堂
辽阳天主教堂是一所位于中华人民共和国辽宁省辽阳市的天主教堂，位于文圣区西四道街18号。又称四道街天主堂或辽阳耶稣圣心堂。教堂始建于1903年，为砖木结构法国哥德式风格。 2014年辽阳天主教堂被列为辽宁省文物保护单位。

## 历史
第一次鸦片战争后，天主教开始传入辽阳， 1850年，方若望主教派遣鲍若瑟神父到辽阳传播天主教，建立起辽阳境内第一座天主教堂。1881年，辽阳城内兴建起天主教堂，1892年(光绪十八年)，由法籍谷神父在辽阳城内马神庙前买沈姓园地扩建教堂。1900年7月，义和团焚毁了辽阳教会设施和境内全部三座教堂。1903年在郭若望神父的主持下，在辽阳城内重新选址修建教堂，于1905年建成即现位于辽阳西四道街的天主教堂。
1913年，法籍雒化民神父神甫增修扩建教堂，修建了教堂的附属设施。中华人民共和国成立后，外籍传教士离开中国。1954年，教堂由中国籍佟伯纯、王志修修女负责传教。文化大革命期间，教会停止运作，教堂建筑的钟楼和祭坛被拆除，教会设施被工厂占据。20世纪90年代，教堂被重新修缮，恢复开放，并先后被列为辽阳市和辽宁省的文物保护单位。教堂现每周日上午开放，每至圣诞，则举行活动庆祝。

## 建筑
天主教堂外接钟楼，钟楼高33米，外部结构分为三层，其中第二层挂置青石板上刻有"天主堂"三个大字，内悬铜钟，第三层则为八角锥体，最顶的塔尖高3米，上置十字架。
教堂大堂长40米，宽12米，高10米，建筑面积480平方米。砖木结构，建筑风格为哥德式。内部正门对开，有东西两侧门。中间两排立柱，每侧11根，把室内分成三通廊式。有3盏明灯悬吊室间，北面设祭台，正祭台置耶稣圣心像；东侧副祭台置约瑟像；西侧副祭台置圣母像。台东壁开便门，与更衣室相接。

## 參考資料

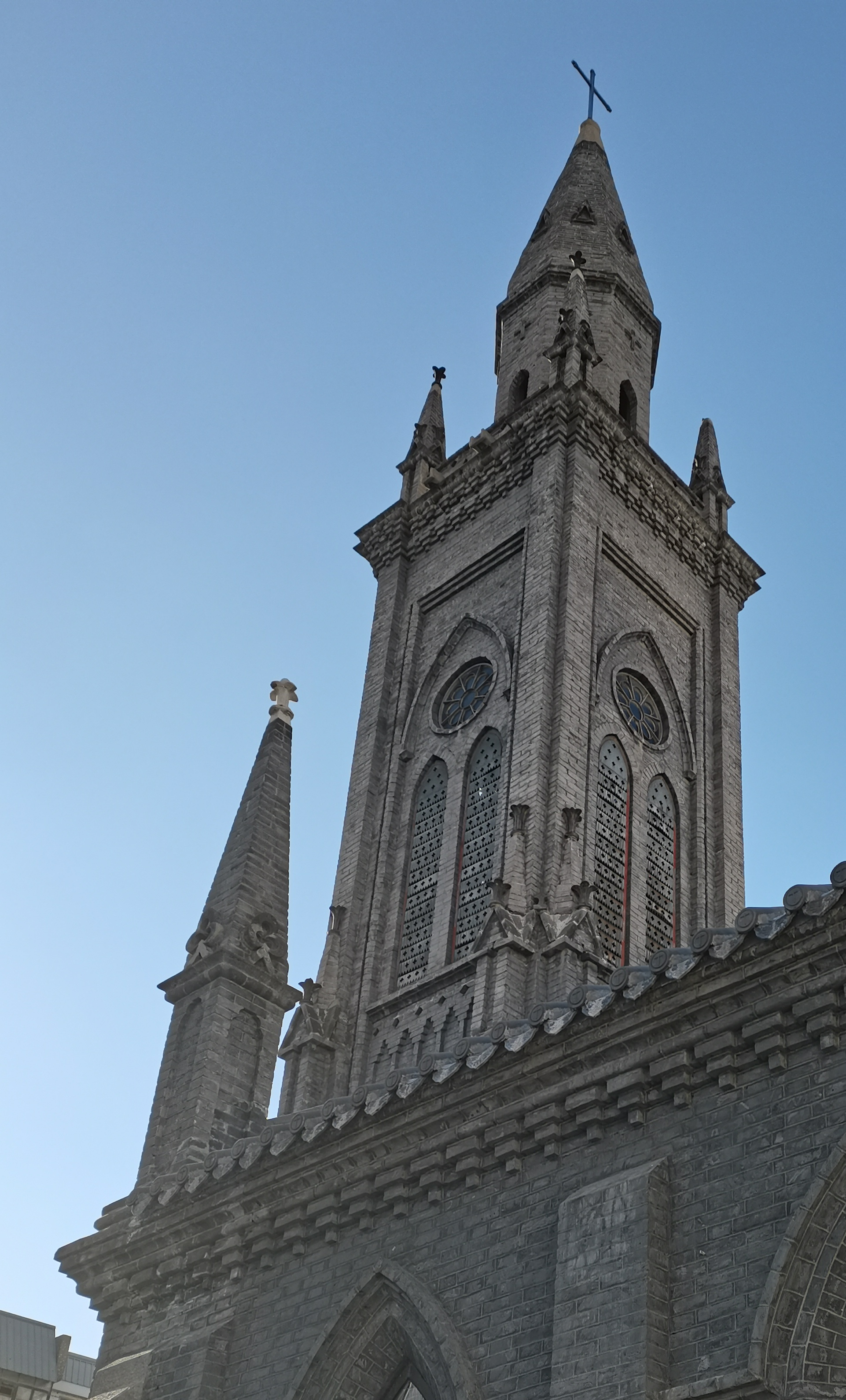
教堂的塔尖与十字架